# Mercedes de Jesús Molina
Mercedes de Jesús, nacida como María Mercedes Molina y Ayala (Baba, 20 de febrero de 1828 - 12 de junio de 1883), fue una religiosa ecuatoriana, beatificada por Juan Pablo II el 1 de febrero de 1985.

## Biografía
Mercedes de Jesús Molina nació el 20 de febrero de 1828, en  los Ríos, perteneciente a la provincia del Guayas en aquella época. Su padre fue Miguel Molina y Arbeláez y su madre Rosa Ayala y Aguilar. Fue bautizada por el padre José Franco en la Iglesia San Francisco de Puebloviejo, el 5 de marzo, a solo quince días de nacida, sus padrinos fueron Sebastián de Puga y María Arvelaís. El acta de la fe de bautismo fue encontrada por el genealogísta guayaquileño Ezio Garay Arellano y fue publicada, el 15 de abril del 2003, en el diario El Telégrafo de Guayaquil. Realizó el sacramento de la Confirmación el 19 de mayo de 1839 por manos del Monseñor Francisco Javier de Garaicoa, primer Obispo de Guayaquil. Cursó sus estudios en Guayaquil, donde vivía desde 1830 junto a su madre, para esos años su padre había fallecido. A los 15 años pierde a su madre y hereda todos los bienes de su familia.

Mercedes, desde muy joven, seguía fielmente la vida, doctrinas y obra de la santa Mariana de Jesús, a quien consideraba un ejemplo para su camino religioso. En 1849, al cumplir 21 años, dona todos sus bienes para beneficio de los pobres, realizó acción social y benéfica en un asilo de huérfanos, la construcción de la Iglesia San José de los jesuitas y trabajó en la Junta de Beneficencia de Guayaquil.
A la edad de 21 años en 1849 sintió una fuerte vocación hacia la santidad, por lo que rechaza un compromiso de matrimonio para entregarse a Jesús, su esposo, como ella le llamaba. Viaja a Guayaquil a casa de doña Rosalía y Aguirre Arzube de Olmos y de su esposo don Antonio de Olmos. doña Rosalía era prima del distinguido jurisconsulto Francisco Xavier Aguirre Abad. Luego pasará a vivir a casa de su hermana mayor, María Molina donde intensificaría su labor penitencial. Esta casa es llamada  (casa de las Beatas) localizada en aquel entonces en la calle La caridad y de la Cárcel -hoy Chile y 10 de Agosto-. En esta casa vivieron Narcisa de Jesús, Virginia Molina Vergara y doña Jesús Caballero, todas murieron en olor a santidad. Mercedes de Jesús Molina practicó sacrificios corporales como azotes, se colocaba cilicios, se crucificaba y se coronaba con espinas. Practicó arduas tareas de evangelización, ayuno y penitencias, fue referente para Santa Narcisa de Jesús en el camino a la santidad. 
El 5 de junio de 1870 viaja a la Región Amazónica ecuatoriana a evangelizar a los shuar, en compañía del sacerdote jesuita P. Domingo García, llevando el evangelio de manera heroica. 

Mercedes fallece, con olor a santidad, el 12 de junio de 1883, a los 55 años de edad. Durante su vida y después de su muerte, muchas personas testificaron milagros de intercesión de la beata, por lo que aún se espera su canonización.

## Beatificación
En 1946 inició su proceso de canonización y en 1981 se le otorgó el título de venerable  de la Iglesia católica. El 1 de febrero de 1985, fue beatificada por Juan Pablo II durante su visita pastoral a Guayaquil, Ecuador donde dijo:

Es una alegría para todo el pueblo cristiano del Ecuador, que por ahora pueden venerar, junto al “Lirio de Quito”, a Santa Mariana de Jesús, a la “Rosa de Baba y de Guayaquil”, a la Beata Mercedes de Jesús.